# كوبولد

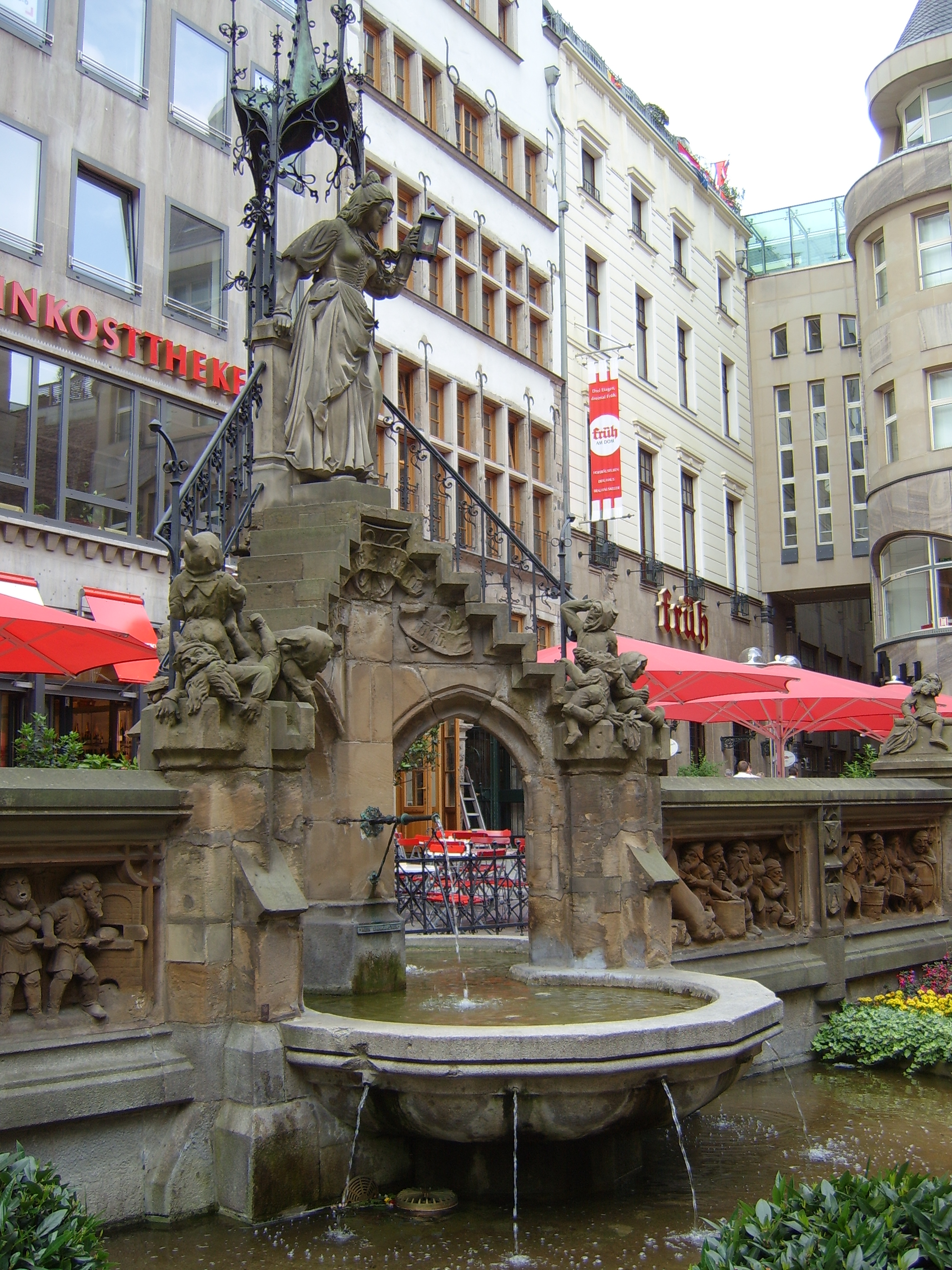
منحوتات لمجموعة من أقزام كوبولد

كوبولد (ملاحظة 1) في الأساطير الجرمانية هي كائنات خارقة، ومهمتها حماية المنازل وأصحابها من الشرور، كما يوحي أصل التسمية.
انتقلت هذه الأساطير عبر أوروبا باختلاف اللفظ وتحويره، بما فيها غوبلن (goblin)؛ وهي جزء من الفلكلور الألماني.